# Schlummernde Venus
Das berühmte Bild  Schlummernde Venus befindet sich in der Gemäldegalerie Alte Meister in Dresden. Kurfürst August der Starke erwarb es 1699. Es gilt als Hauptwerk des italienischen Renaissance-Malers Giorgione und ist ohne Vorbild. Zum ersten Male wurde eine nackte Venus in dieser Bildgröße dargestellt und damit ein Vorbild für viele spätere Darstellungen liegender nackter Frauen geschaffen.

## Bildbeschreibung
„Schlummernde Venus. Mit geschlossenen Augen liegt die völlig unbekleidete Göttin der Schönheit ausgestreckt in blühender Landschaft. Ihr Haupt ruht links unter dem Felsen auf rot überzogenem Kissen. Ihren rechten Arm hat sie unter ihr Haupt gelegt, mit der Linken bedeckt sie ihre Blöße. Unter ihr im blumigen Rasen ist ein weisses Linnen ausgebreitet. Rechts im Mittelgrunde liegt ein Castell auf der Anhöhe. In der Mitte schweift der Blick über grünes, gewelltes Land auf ferne blaue Berge, die einen See umkränzen.“

### Die Frau
Die liegende Frau, Quellen zufolge Giorgiones Geliebte Cecilia, wurde von Giorgione mit geschlossenen Augen dargestellt. Dies hatte zur Folge, dass sie als Schlafende gedeutet wurde, obwohl die Körperhaltung, insbesondere der unter dem Kopf liegende Arm, auch die Deutung einer Ruhenden im Wachen zulässt. Diese Deutung gibt Sinn, wenn man die Bilderfindung im Kontext anderer historischer Quellen bewertet. So schreibt Dante Alighieri um 1290  in seiner Vita Nuova, Kap. XIX, „Donne ch’avete intelleto d’amore“ (Die Verwandlung der Geliebten ins Bild) Vers 43–56:
Es sagt von ihr Amor: „Ein sterbliches Ding,

wie kann das so rein und schön sein?“

Dann sieht er sie an und schwört bei sich,

daß Gott in ihr vor hat Neues zu schaffen.

Perlenfarbe hat sie annähernd, der Art wie’s

einer Dame geziemt, nicht über das rechte Maß:

sie ist, wie viel Gutes Natur machen kann;

nach ihrem Beispiel bemißt man Schönheit.

Aus ihren Augen, wenn die sie bewegt,

gehen hervor Geister der Liebe – entflammte,

die des Augen verwunden, der grad erst sie anblickt,

und dringen so durch, daß ein jeder anlangt im Herzen:

Ihr seht Amor ihr ins Gesicht gemalt,

da wo keines Blick ruhen kann. (Übersetzung: Georg Traska)
Die Darstellung seiner Geliebten mit geschlossenen Augen könnte demnach für Giorgione alternativlos gewesen sein.

### Die Landschaft
Giorgione starb 1510 an der Pest, den Überlieferungen zufolge stellte sein Schüler Tizian das Bild fertig. Über den Umfang der Tizian’schen Arbeit finden sich in der Literatur unterschiedliche Angaben, so sollen
- das weiße Laken
- die Erdhügel links
- die Festungsmauer hinter den Häusern rechts
- sowie Teile eines später übermalten Cupido, der zu den Füssen der Venus saß

von Tizian stammen. Die Grundanlage der Landschaft, die Hauptlinien der Hügel mit ihren Farbwerten, wird aber   definitiv Giorgione zugeordnet, hier setzen sich die Konturen der Liegenden harmonisch im Landschaftsraum fort, hier wird die Figur in den Raum eingebettet. Wie groß der Anteil Tizians wirklich war, wird sich nicht mehr sicher aufklären lassen, frappierend ist jedoch die Ähnlichkeit der Häusergruppe mit der eines Gemäldes Tizians und Giorgiones aus der National Gallery in London und spiegelverkehrt in Tizians Gemälde „Himmlische und irdische Liebe“ in der Galleria Borghese in Rom.

Vergleichbare Häusergruppen
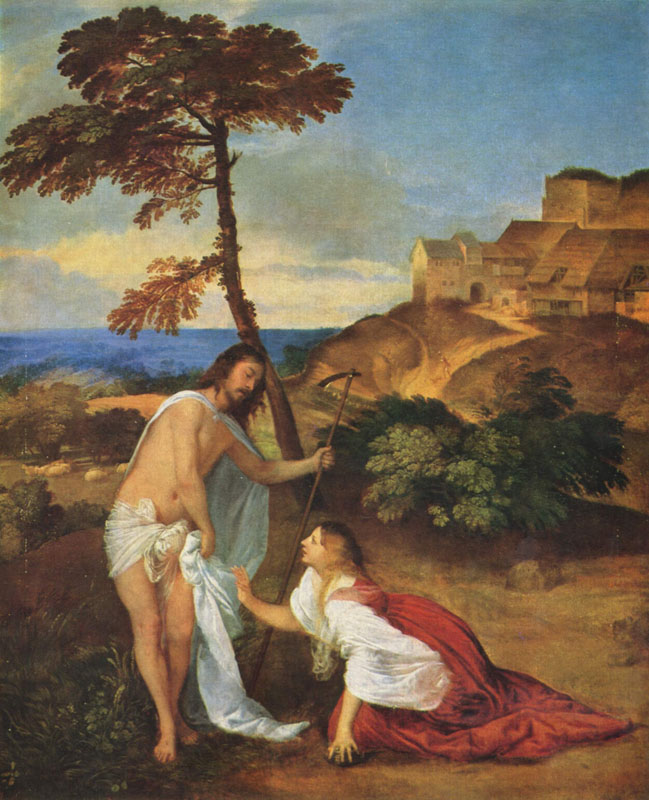
Tizian und Giorgione: Noli me tangere (National Gallery,  London)
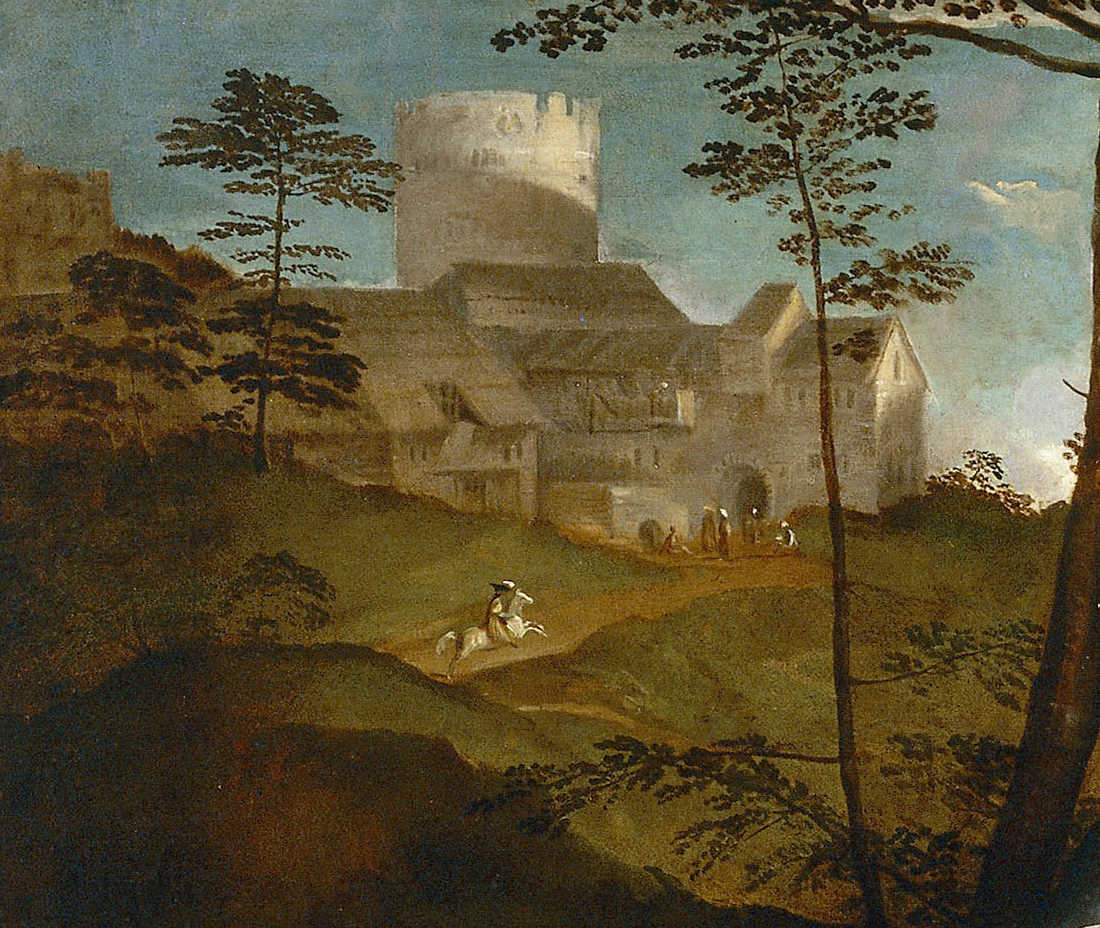
Ausschnitt aus dem Tizian-Gemälde: „Himmlische und irdische Liebe“ (Galleria Borghese, Rom)

Mittelpunkt des Bildes ist ein Baumstumpf direkt über der linken Hand der Liegenden, dieser kann als Symbol für Leben und Tod gelten und ist von Giorgione mehrfach in anderen Bildern verwendet worden.

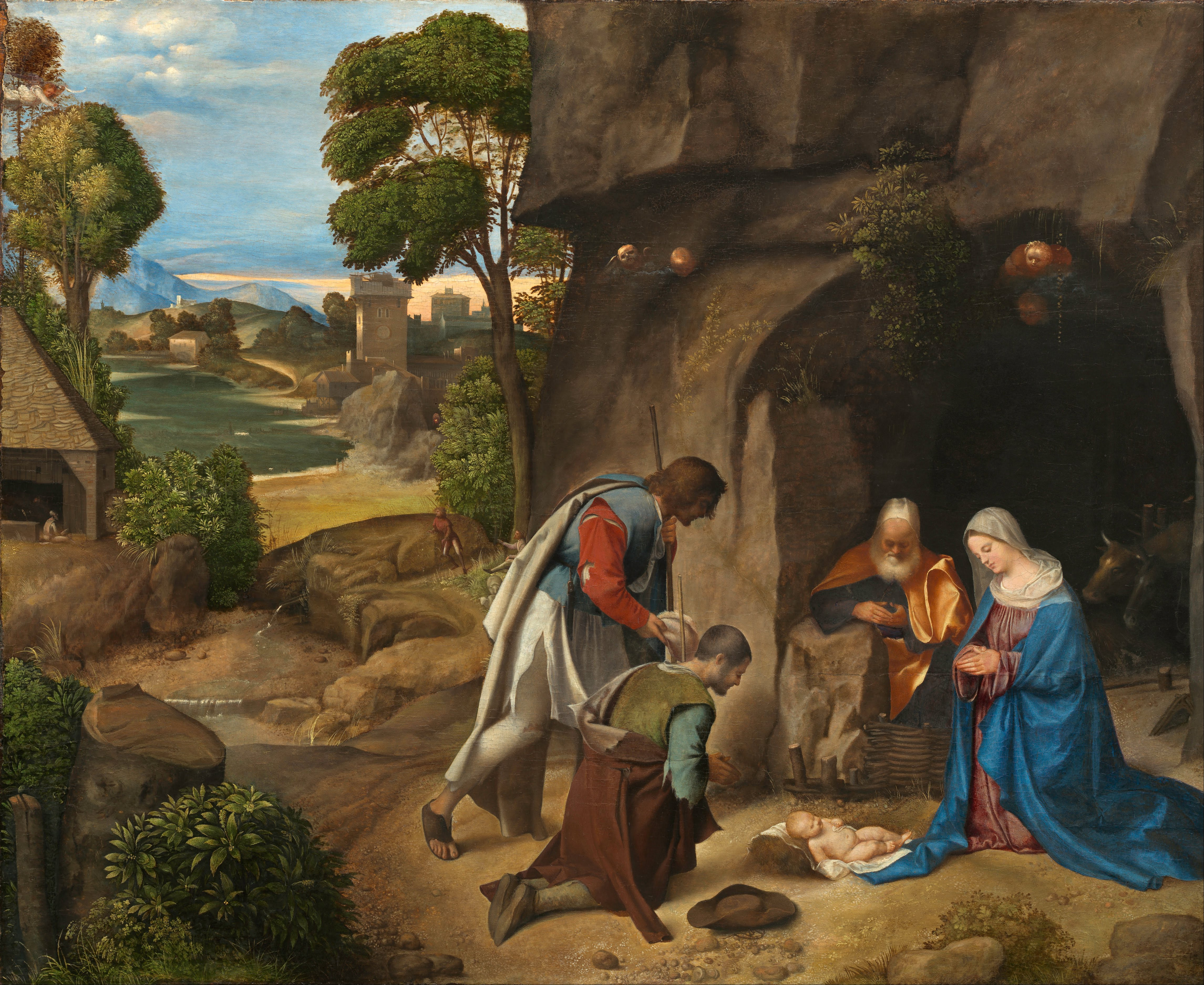
Giorgione: Die Anbetung der Hirten

### Der Cupido
Der schon erwähnte Cupido saß zu den Füssen der Venus und wurde 1837 wegen Schadhaftigkeit übermalt. Die Schäden stammten, wie auch Schäden am Unterleib der Venus, durch Abtasten.
Die Zuordnung des Cupido als Arbeit Tizians wurde mit Hilfe von Röntgenaufnahmen 1931 nachgewiesen. Im Bildband Giorgione von Terisio Pignatti und Filippo Pedrocco (Hirmer Verlag München, 1999) ist auf Seite 174 eine Rekonstruktion des Cupido enthalten: Zu Füßen der Venus sitzend, nimmt er ca. 1/3 der Bildhöhe ein und blickt zum rechten Bildrand. In der Linken hält er einen Pfeil mit der Spitze nach unten, in der Rechten hält er ein Vögelchen in die Höhe, den flügelbesetzten Rücken hat er der Schönen zugewandt. Ihre rechte Fußspitze verdeckt teilweise das Sitzfleisch des kleinen Burschen, so dass diese der Übermalung mit zum Opfer gefallen ist.

## Herkunft und Zuschreibung
Die Quellenlage zur Herkunft des Bildes ist unsicher, es wird entweder als Teil einer Lieferung von 15 Bildern im Jahre 1699 durch den französischen Kunsthändler C. le Roy oder als Teil einer Lieferung des Kunsthändlers und Malers Kindermann  (Katalog von  Woermann 1887) bezeichnet. Die Schwierigkeiten ergeben sich aus der Tatsache, dass zur fraglichen Zeit viele Venusdarstellungen angekauft wurden, deren genaue Beschreibungen in den Akten mangelhaft sind.
Die verschiedene Reisen, Umlagerungen und Einordnungen des Gemäldes haben sich auch auf die Zuschreibung des Gemäldes ausgewirkt. Wurde in der Quittung von C. le Roy vom 26. Januar 1699 ein Gemälde als „Un Tableau d’une Venus avec un petit amour del Giorgione, Original“ aufgeführt, so wurde im Inventar von 1722 das Bild unter der Nummer A 49 als, aus heutiger Sicht nicht mehr nachvollziehbaren Gründen,  „die berühmte nackende Venus, aufn Rücken liegend“ von Tizian bezeichnet. Diese fehlerhaften Zuschreibungen erreichten ihren Tiefpunkt mit der Eintragung im Galeriekatalog von 1882 als „Schöne Kopie, wahrscheinlich von Sassoferrato“. Beendet wurden diese falschen Zuordnungen erst mit dem Urteil des italienischen Kunsthistorikers Giovanni Morelli, der in seinem 1880 erschienenen Buch: Die Werke italienischer Meister in den Galerien von München, Dresden und Berlin dies Bild als das verschollen geltende Bild identifizierte, das ein anonymer Betrachter im Jahre 1525 im Hause des Jeronimo Marcello zu Venedig gesehen hatte:  „schlafende Venus mit dem Cupido in einer offenen Landschaft.“

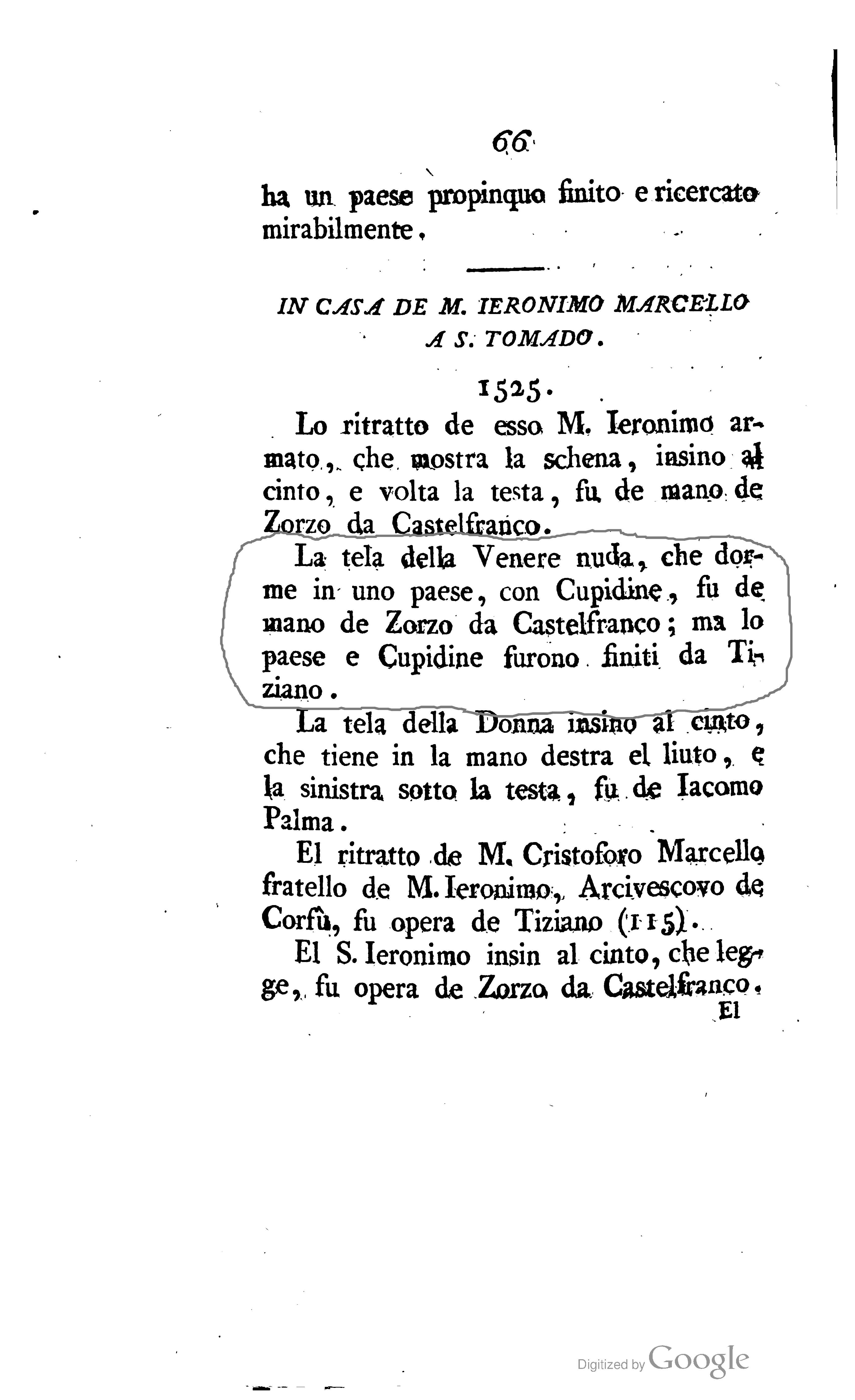
Beschreibung des Anonymus des Morelli, 1800

„Wie nun solch ein Werk, die Quintessenz venetianischer Kunst, so lange Zeit unbeachtet bleiben konnte, wäre für mich geradezu ein Räthsel, wenn ich nicht aus langer Erfahrung wüßte, daß in Sachen der Kunst das unglaublichste allerdings möglich ist.“